# Girolamo Grimaldi-Cavalleroni
Girolamo Grimaldi-Cavalleroni (ur. 20 sierpnia 1595 albo 1597 w Genui, zm. 4 listopada 1685 w Aix-en-Provence) – włoski kardynał.

## Życiorys
Urodził się 20 sierpnia 1595 albo 1597 roku w Genui, jako syn Giacoma Grimaldiego i Girolamy di Agostino de’ Mari. Studiował w Rzymie, a następnie został referendarzem Najwyższego Trybunału Sygnatury Apostolskiej i wicelegatem w Viterbo. Pełnił także funkcje gubernatora Viterbo, Rzymu i Perugii. 25 lutego 1641 roku został mianowany tytularnym arcybiskupem Silifke, a sześć dni później przyjął sakrę. Wkrótce potem został nuncjuszem we Francji i pełnił ten urząd przez dwa lata. 13 lipca 1643 roku został kreowany kardynałem prezbiterem i otrzymał kościół tytularny Sant’Eusebio. Trzy lata później osiadł we Francji a król Ludwik XIV mianował go administratorem spraw doczesnych archidiecezji Aix. 30 sierpnia 1655 roku został arcybiskupem Aix. 28 stycznia 1675 roku został podniesiony do rangi kardynała biskupa i otrzymał diecezję suburbikarną Albano. Zmarł 4 listopada 1685 roku w Aix-en-Provence.